# تیتان (فیلم ۲۰۲۱)
تیتان (انگلیسی: Titane) فیلمی درام محصول سال ۲۰۲۱ به کارگردانی ژولیا دوکورنو است. این فیلم در جشنواره کن ۲۰۲۱ برندهٔ نخل طلا شد.
همچنین دوکورنو برای این فیلم در هفتاد و پنجمین دوره جوایز بفتا نامزد دریافت جایزه بهترین کارگردانی شد.

## خلاصه داستان
الکسیا، قاتل سریالی است که در خردسالی پس از یک سانحه رانندگی، صفحه ای از جنس فلز تیتانیوم در جمجمه اش کار گذاشته شده است. او پس از این عمل جراحی تمایلات نامتعارفی به اتومبیل ها پیدا می کند. او که در بزرگسالی به عنوان یک رقاص در نمایشگاه های خودرو مشغول به کار است، از یک ماشین باردار شده، شکمش به طرز دردناکی متورم شده و از سینه هایش هم روغن موتور ترشح می شود. الکسیا پس از اینکه مجبور می شود به دلیل انجام یکی از قتل های خود متواری شود، تغییر هویت می دهد. او موهای خود را کوتاه می کند و خود را به جای پسر وینست، فرمانده یک مرکز آتش نشانی جای می زند که ۱۰ سال قبل پسرش را گم کرده است.